# Wincenty Lutosławski

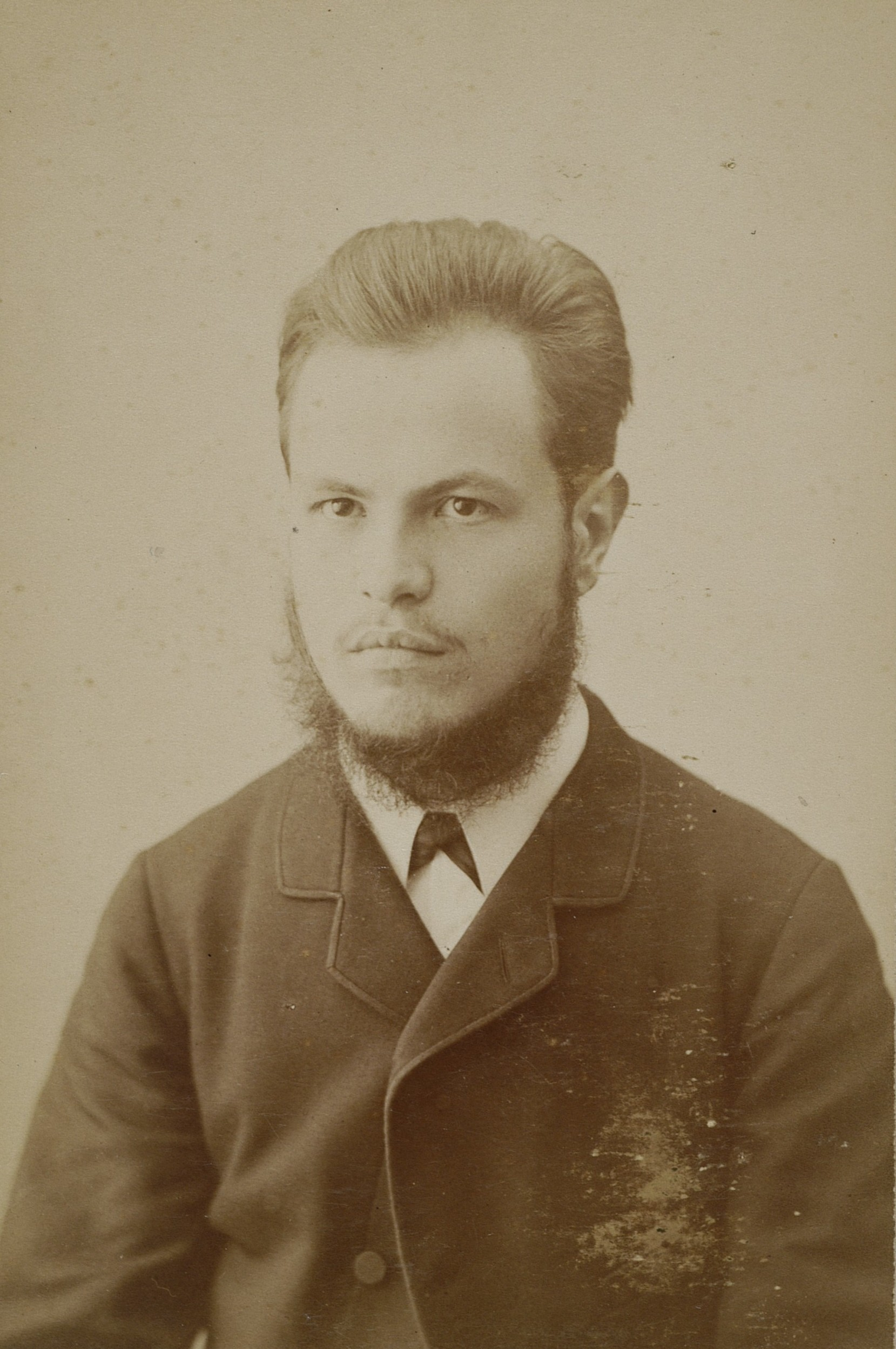
Wincenty Lutosławski

Wincenty Lutosławski (* 6. Juni 1863 in Warschau; † 28. Dezember 1954 in Krakau) war ein polnischer Philosoph.

## Leben
Lutosławski besuchte das Gymnasium Mitau und studierte an der Kaiserlichen Universität Dorpat sowie in Rom, Paris und London. Ab 1890 unterrichtete er an der Universität Kasan. 1895 ging er nach Spanien, später unterrichtete er an der Jagiellonen-Universität in Krakau, Lausanne, Genf, London, Paris und von 1920 bis 1929 an der Universität Wilna.
Bekannt wurde er mit seinen Schriften über Platon (Erhaltung und Untergang der Staatsverfassungen nach Plato, 1887; The Origin and Growth of Plato’s Logic, 1897). In seinen eigenen philosophischen Schriften (The Ethical Consequences of the Doctrine of Immortality, 1895; Preexistence und Reincarnation, 1928) setzte er sich mit metaphysischem und spiritualistischem Gedankengut auseinander.
In The Polish Nation (1908) stellte er die Toleranz, Freiheitsliebe und den Katholizismus als Eigenschaften dar, die die polnische Nation prägten und sie zum Ausgangspunkt einer künftigen europäischen Gesellschaft machten. Schon vor 1900 prägte Lutosławski auf dem Gebiet der Philologie den Begriff der Stilometrie (Principes de stylométrie, 1890).
Lutosławski war mit der Schriftstellerin Sofía Casanova verheiratet. Er war ein Onkel des Komponisten Witold Lutosławski.